# Fenêtre ouverte, Collioure
Fenêtre ouverte, Collioure est un tableau réalisé par le peintre français Henri Matisse en 1905. Cette huile sur toile fauve représente une fenêtre ouverte donnant sur le port de Collioure, dans les Pyrénées-Orientales. Présentée au Salon d'Automne de 1905, elle est aujourd'hui conservée à la National Gallery of Art, à Washington.

## Expositions
- Salon d'Automne de 1905, Grand Palais, Paris, 1905.